# Sains-en-Amienois Communal Cemetery
Sains-en-Amienois Communal Cemetery is een begraafplaats gelegen in de Franse plaats Sains-en-Amienois (Somme). De militaire graven worden onderhouden door de Commonwealth War Graves Commission.
De begraafplaats telt 6 geïdentificeerde Gemenebest graven uit de Eerste Wereldoorlog.